# Sonia Singh
Sonia Singh (Nuova Delhi, 21 settembre 1940) è una giornalista e dirigente d'azienda indiana.
Nel 2016 ha presieduto il comitato etico dell'emittente New Delhi Television Limited, per il quale conduce il programma di attualità The NDTV Dialogues.

È sposata col leader del Congresso ed ex Ministro dell'interno Ratanjit Pratap Narain Singh.

## Biografia
Dopo essersi formata presso il convento delle Religiose di Gesù-Maria nella capitale indiana, si laureò in letteratura inglese al St. Stephens College dell'Università di New Delhi. Durante il percorso di studi trascorse un periodo di tre mesi a Perugia, grazie ad una borsa di studio del governo italiano, alla quale seguì la selezione per la Chevening Scholarship finanziata dal Foreign Office britannico.

Nell'ambito di questo programma, poté frequentare un corso di giornalismo televisivo nel Regno Unito ed ebbe l'occasione di incontrare personalmente la regina Elisabetta.
Sonia Singh è entrata a far parte di NDTV nel 1992, come ricercatrice in stanza presso il programma The World This Week for Doordarshan.  Successivamente, è stata nominata direttrice editoriale del canale di informazione NDTV, per la quale ha supervisionato le notizie relative al volo Indian Airlines 814, la guerra del Kargil e il caso di Jessica Lall.
È stata premiata come miglior caporedattrice ai News Broadcasting Awards del 2012.